# Tofalar

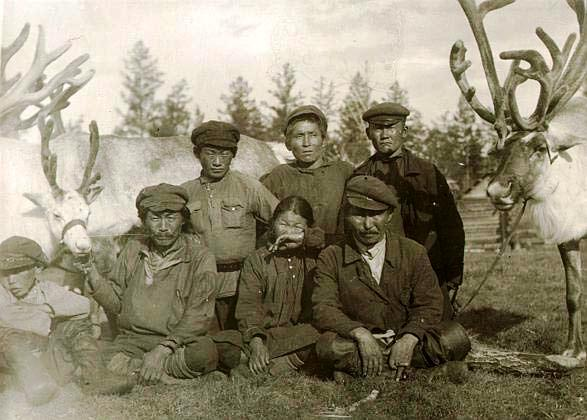
Grupo de tofalar en Nizhneúdinsk, principios del

Los tofalar (en ruso: Тофала́ры, antiguamente conocidos como карагасы (karagas), se autodenominan тоъфа, тофа, топа, тоха, тыва (to'fa, tofa, topa, toja, tyva), con el significado de persona) es una etnia de las más reducidas de Rusia.

## Asentamientos
Vieven en un territorio llamado Tofalaria (en el raión de Nizhneúdinsk del óblast de Irkutsk), en las cuencas hidrográficas de los ríos Biriusa, Udá, Kan, Gutara y otros, y en las vertientes septentrionales de los montes Sayanes orientales. Viven sobre todo en los pueblos Alygdzher (Алыгджер) y Vérjnaya Gutara (Верхняя Гутара), en el raión de Nizhneúdinsk.

## Demografía
| 1926 | 1959 | 1970 | 1989 | 2002 |
| ---- | ---- | ---- | ---- | ---- |
| 417  | 586  | 620  | 722  | 837  |

Se reparten así entre Rusia y Ucrania.
- Rusia:
  - Óblast de Irkutsk: 723.
  - San Petersburgo: 28.
  - Óblast de Tomsk: 13.
  - Krai de Krasnoyarsk: 12
- Ucrania: 18 (2001).

## Idioma
El idioma tofalar pertenece a la familia de lenguas de los montes Sayanes, lenguas túrquicas orientales. De los 723 tofalar que viven en el óblast de Irkutsk sólo 114 (16%) hablaban su lengua.

## Historia
Son mencionados por primera vez como la tribu dubo en los anales chinos de la dinastía Wei del siglo V como el pueblo que vivía más al este del Yeniséi. Pagaban tributo a varios imperios centroasiáticos. Su territorio forma parte del Imperio ruso desde el siglo XVII, como territorio fronterizo con China. Después de 1757, cuando Tuvá entró en el imperio Manchú, Tofalaria quedó como parte del Imperio ruso, siendo bastante influenciados por los rusos a nivel administrativo y cultural. Al crearse el distrito administrativo Udinski, se crearon 5 ulús para ellos. Se estableció un yasak en las pieles y carne de animales, un número fijo a lo largo de los años, independiente de las condiciones naturales y del número real de cazadores. Es difícil precisar la cantidad exacta de tofalarios para cuando se empezaron a aplicar métodos estadísticos (1851).
Hasta la revolución de octubre de 1917, se reunían con una frecuencia anual o bianual en diciembre para elegir a sus funcionarios representantes.
En 1939 fue integrado un distrito tofalar en el óblast de Irkutsk de la RSFSR de la URSS, con centro en la aldea de Alygdzher. Sin embargo fue anulado en 1950, y se crearon dos sóviets rurales (Tofalarski, con centro en Alygdzher, y el Verjne-Gutarski, con centro en Vérjnaya Gutara), integrados en el raión de Nizhneúdinsk en el mismo óblast.

## Economía
Tradicionalmente son un pueblo seminómada. Sus ocupaciones básicas eran la caza y la pesca, los grupos más la norte también criaban ciervos, usados para el transporte.
La vivienda tradicional tofalar era un chum de forma cónica, con pértigas, cubierto en invierno por pieles de reno o alce y en verano por corteza de abedul. El chum se dividía en dos mitades, la derecha para las mujeres y la izquierda para los hombres.
Un campamento tofalar contaba normalmente con entre 2 y 5 chum. En verano podían ser hasta 10. A principios del siglo XIX algunos tofalar ya habitaban en casas. La ropa del hombre estaba compuesta por unos pantalones de cabrito o almizclero, en verano quizá de tela, y caftanes derrados en la parte derecha que se ponían sobre el cuerpo desnudo, y un cinturón. En el siglo XIX, adoptaron el traje típico de los siberianos rusos, conservando algún detalle cultural en los cierres, el acabado o el cinturón). El vestido femenino estaba compuesto por unos pantalones y un vestido abierto en el pecho con un cinturón. Usaban adornos tales como pendientes, pulseras de estaño o anillos. Son característicos sus sombreros: en verano, un gorro de fieltro al estilo manchú (sustituido más tarde por una gorra) y en invierno, gorros con orejeras hasta la barbilla.
La base de su dieta es la carne estaba basada en la carne, incluido la caza menor y cérvidos, cocidos en ceniza o sobre piedras, y condimentados con numerosas raíces y plantas silvestres. El tabaco estaba difundido tanto en hombres como en mujeres. Tenían un rico folklore oral, proverbios y leyendas.
Sus creencias religiosas eran animistas y chamanistas.
Los investigadores que más han influido en los conocimientos sobre los tofalar son Vasili Rádlov y Nikolái Katánov.